# Roel Braas
Roel Hubertus Braas (Alkmaar, 11 de marzo de 1987) es un deportista neerlandés que compitió en remo.
Ganó tres medallas de bronce en el Campeonato Europeo de Remo entre los años 2013 y 2017. Participó en dos Juegos Olímpicos de Verano, ocupando el quinto lugar en Londres 2012 (ocho con timonel) y el octavo en Río de Janeiro 2016 (dos sin timonel).

## Palmarés internacional
| Campeonato Europeo | Campeonato Europeo       | Campeonato Europeo | Campeonato Europeo |
| Año                | Lugar                    | Medalla            | Prueba             |
| ------------------ | ------------------------ | ------------------ | ------------------ |
| 2013               | Sevilla (España)         | Medalla de bronce  | Scull individual   |
| 2016               | Brandeburgo (Alemania)   | Medalla de bronce  | Dos sin timonel    |
| 2017               | Račice (República Checa) | Medalla de bronce  | Ocho con timonel   |